# Thereutherium thylacodes
Il tereuterio (Thereutherium thylacodes) è un mammifero estinto, appartenente agli ienodonti. Visse tra l'Eocene superiore e l'Oligocene superiore (circa 35 - 28 milioni di anni fa) e i suoi resti fossili sono stati ritrovati in Europa.

## Descrizione
Questo animale, della taglia di una volpe, era vagamente simile a una martora attuale. Era caratterizzato da un cranio notevolmente corto e alto, a causa della brevità della porzione facciale. Le ossa parietali erano molto sviluppate, e ricoprivano quasi del tutto la cavità cerebrale. La cresta sagittale per l'inserzione dei muscoli masticatori era quasi assente, al contrario di forme simili come Limnocyon (in cui era molto sviluppata) e in Thinocyon. Le ossa lacrimali erano dotati di una debole espansione nella regione del muso, mentre gli orifizi della base cranica erano assai simili a quelli presenti in Limnocyon. Doveva essere ancora presente l'arteria stapediale; l'apofisi paroccipitale era allungata orizzontalmente all'indietro. La mandibola di Thereutherium era dotata di un'apofisi coronoide ben sviluppata e di un ramo orizzontale relativamente gracile; la sinfisi mandibolare era corta, e la regione angolare terminava in una punta. I denti superiori formavano una serie discontinua, con tre incisivi di grandezza uguale disposti in una serie trasversale. Il carnassiale superiore, ovvero il primo molare, era notevolemte tagliente (ancor più che in Limnocyon e Thinocyon), ed era dotato di un solo denticolo mediano sul bordo esterno, composto in realtà da due coni completamente fusi. Il secondo molare superiore era invece fortemente ridotto. Nella mandibola, il carnassiale (ovvero il secondo molare) era completamente privo di metaconide e il talonide era solo rudimentale. In generale, la dentatura e le specializzazioni craniche di Thereutherium indicano una dieta maggiormente carnivora rispetto a Limnocyon e Thinocyon.

## Classificazione
Thereutherium è un membro degli ienodonti, un grande gruppo di mammiferi dalle abitudini solitamente carnivore, che ebbero ampia diffusione durante il Cenozoico inferiore per poi estinguersi durante il Miocene. In particolare, Thereutherium sembra essere un membro piuttosto arcaico di questo gruppo, anche se già specializzato. Non è chiaro a quale famiglia appartenesse Thereutherium, anche se per alcuni versi richiama i limnocionidi e per altri i membri più primitivi degli ienodontidi. 
Thereutherium thylacodes venne descritto per la prima volta da Henri Filhol nel 1876, sulla base di materiale cranico fossile ritrovato nelle fosforiti di Quercy, in Francia, in terreni databili all'Eocene superiore o all'Oligocene inferiore; i resti più noti provengono dal giacimento di Caylux. Altri fossili un po' più recenti sono stati ritrovati in terreni dell'inizio dell'Oligocene superiore nei pressi di Saint-Privat-des-Vieux, sempre in Francia.

## Paleoecologia
Thereutherium, stando almeno alla morfologia dentaria e cranica, doveva essere un piccolo carnivoro specializzato, forse simile come nicchia ecologica ad alcuni mustelidi attuali.